# Kinsach
Die Kinsach (im Oberlauf auch Ferchenbach) ist ein linker Nebenfluss der Donau im Landkreis Straubing-Bogen in Niederbayern.

## Verlauf
Sie entspringt in der Nähe der Ortschaft Sattelbogen (Gem. Traitsching) und fließt in vornehmlich südlicher Richtung den Schönsteiner Bach aufnehmend  durch Stallwang, Rattiszell, Ascha, Gschwendt und Wolferszell (Gem. Steinach). Ab dem Ortsteil Stockmühle der Gemeinde Parkstetten wurde die Kinsach durch Flussregulierungsmaßnahmen gezwungen, ihr altes Bett zu verlassen und nach Osten in den künstlich geschaffenen so genannten Kinsach-Menach-Ableiter abzubiegen. Der ursprüngliche Unterlauf ab Stockmühle ist das Altwasser Alte Kinsach.

### Kinsach-Menach-Ableiter

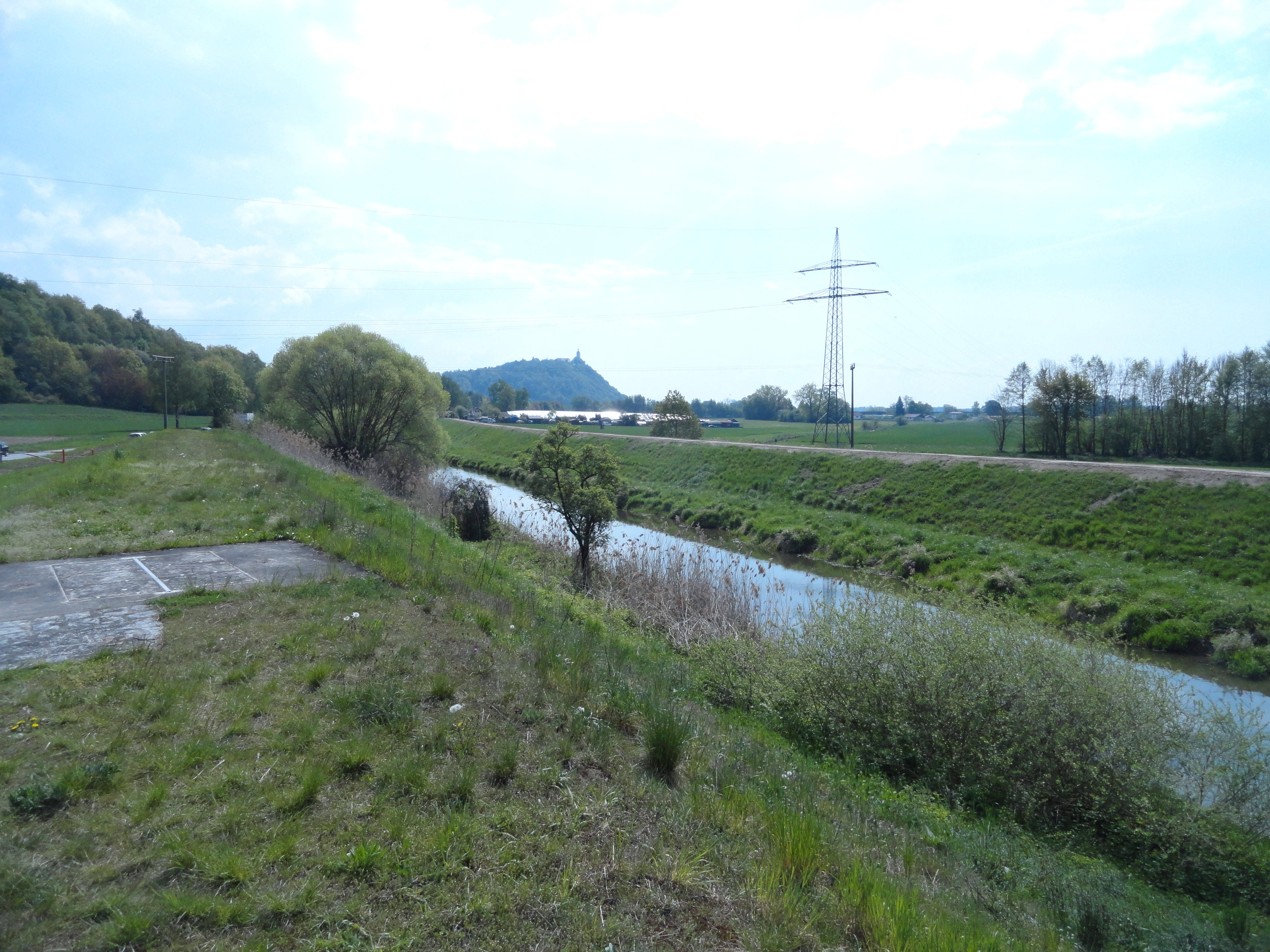
Kinsachableiter beim Düker der Menach zwischen Oberalteich und Bogen

Der künstlich errichtete Gewässerverlauf verlegte die Mündung der Kinsach in die Donau etwa 4,4 Kilometer stromabwärts. Der Zufluss zur Donau erfolgt nun erst über die Alte Donau von Bogen und dann erst bei Flusskilometer 2309 in die Donau. Durch den Bau des Kinsach-Menach-Ableiters wurde nicht nur die Mündung der Kinsach verlegt, auch die Mündungen von zwei ehemaligen nördlichen Donauzuflüssen wurden weg vom Donauufer in den Kinsach-Menach-Ableiter verlegt. Der Ableiter nimmt im Stadtgebiet von Bogen, östlich von Muckenwinkling, den Dunkgraben auf und in Furth einen Zweig der ab hier verzweigten Menach.  Der künstlich geschaffene Lauf der Kinsach mündet nun dort in den Bogener-Donau-Altarm, wo die ursprüngliche Mündung des früheren Hauptzweiges der Menach war, nur wenige Meter oberhalb der Mündung des Bogenbachs.

## Namensformen und Namensbedeutung
Im Topo-geographisch-statistisches Lexicon vom Königreiche Bayern steht: "Kinsachbach, Kiensach, Kiensabach, Mühlbach und Schwarzach, Bach im Ldg. Mitterfels, welcher bei Sattelbogen entsteht südlich fließt und östlich von Reibersdorf in die Donau fällt." Auch Kinsabach oder Kemsbach wird er in historischen Karten genannt. Namensbedeutung von Kinsach ist vermutlich "Fließgewässer des Königs" als Kompositum und aus dem mittelhochdeutschen "Küngesach".

## Ökologie
Nördlich von Gschwendt wurde eine etwa 600 Meter lange naturnahe Fließstrecke neu modelliert, und das bisherige begradigte Gewässerbett ist nun Altwasser.

## Gewässerunterhalt
Die Kinsach ist unterhalb der Einmündung des Sockabachs in der Gemeinde Ascha bis zur Mündung in die Donau in der Stadt Bogen auf einer Länge von 19,7 Kilometern ein Gewässer zweiter Ordnung, im restlichen Oberlauf ein Gewässer dritter Ordnung.